# Hewlett Packard Precision bus

Schema del bus con le interfacce opzionali.

L'HP Precision Bus è il bus dati dell'architettura proprietaria di Hewlett Packard HP precision architecture datata ma ancora utilizzata. Il bus fornisce un percorso dati a 32 bit e può supportare transfer rate (velocità di trasferimento dati) fino a  23 Mbyte al secondo in modalità burst. Il bus controlla sino a tre schede elettroniche a standard PSI, nelle serie 920, 922, e 932 e fino a cinque schede nelle serie 948 e 958. 
Il bus consente inoltre ad un qualsiasi sistema HP 3000 serie 900 di essere collegato ad un mainframeIBM tramite l'utilizzo degli standard SNA e Bisync, e ad altri computer HP 3000 in una rete PPP. Il bus si può interfacciare ad un altro bus CIB tramite un adattatore apposito. CIB è un bus I/O a 16 bit per numerose periferiche di vario tipo e di comunicazione dati.

## Specifiche
- 32-bit
- Transfer-rate massimo: 23MB/s
- Tensione di funzionamento 5 volt
- Connettori a 96 (32x3) pin + connettore per socket-card